# Persone di nome Igor'
| Questa pagina contiene informazioni ricavate automaticamente dalle voci biografiche con l'ausilio del template Bio e di un bot. L'aggiornamento è periodico e automatico e ricostruisce completamente la pagina. Se manca una persona in questa lista, sei pregato di non aggiungerla, ma accertati piuttosto che la sua voce biografica contenga il template Bio e che i dati anagrafici siano correttamente compilati. Se il template Bio manca, inseriscilo tu stesso o, in alternativa, metti l'avviso {{tmp\|Bio}} che ne segnala la mancanza. Se i dati riportati sono sbagliati, correggi direttamente la voce biografica; le modifiche saranno visibili in questa lista entro pochi giorni. Per chiarimenti vedi il progetto antroponimi. La lista contiene solo le 149 persone che sono citate nell'enciclopedia e per le quali è stato implementato correttamente il template Bio. Pagina aggiornata al 16 ott 2024. |

Questa è una lista di persone presenti nell'enciclopedia che hanno il prenome Igor', suddivise per attività principale.

## Allenatori di calcio(12)
- Igor' Čugajnov, allenatore di calcio e ex calciatore russo (Mosca, n. 1970)
- Igor' Dobrovol'skij, allenatore di calcio e ex calciatore sovietico (Markivka, n. 1967)
- Igor' Juščenko, allenatore di calcio e ex calciatore russo (Chimki, n. 1969)
- Igor' Kolyvanov, allenatore di calcio e ex calciatore russo (Mosca, n. 1968)
- Igor' Korneev, allenatore di calcio e ex calciatore russo (Mosca, n. 1967)
- Igor' Ledjachov, allenatore di calcio e ex calciatore sovietico (Soči, n. 1968)
- Igor' Osin'kin, allenatore di calcio e ex calciatore russo (Ordžonikidze, n. 1965)
- Igor' Šalimov, allenatore di calcio e ex calciatore russo (Mosca, n. 1969)
- Igor' Semšov, allenatore di calcio e ex calciatore russo (Mosca, n. 1978)
- Igor' Simutenkov, allenatore di calcio e ex calciatore russo (Mosca, n. 1973)
- Igor' Volčok, allenatore di calcio e calciatore sovietico (Mosca, n. 1931 - Mosca, † 2016)
- Igor' Čerevčenko, allenatore di calcio e ex calciatore tagiko (Dušanbe, n. 1974)

## Allenatori di pallavolo(1)
- Igor' Šulepov, allenatore di pallavolo e ex pallavolista russo (Ekaterinburg, n. 1972)

## Altisti(2)
- Igor' Kaškarov, ex altista sovietico (Malmyž, n. 1933)
- Igor' Paklin, ex altista kirghiso (Biškek, n. 1963)

## Astisti(2)
- Igor' Pavlov, ex astista russo (Mosca, n. 1979)
- Igor' Trandenkov, ex astista russo (Leningrado, n. 1966)

## Astrofisici(1)
- Igor' Dmitrievič Novikov, astrofisico e cosmologo russo (Mosca, n. 1935)

## Attori(7)
- Igor' Vladimirovič Il'inskij, attore e regista sovietico (Mosca, n. 1901 - Mosca, † 1987)
- Igor' Jasulovič, attore sovietico (Rejnsfel'd, n. 1941 - Mosca, † 2023)
- Igor' Petrenko, attore russo (Potsdam, n. 1977)
- Igor' Savočkin, attore russo (Berezovka, n. 1963 - Mosca, † 2021)
- Igor' Vladimirovič Sorin, attore e chitarrista russo (Mosca, n. 1969 - Mosca, † 1998)
- Igor' Vernik, attore, doppiatore e conduttore televisivo russo (Mosca, n. 1963)
- Igor' Žižikin, attore russo (Mosca, n. 1965)

## Calciatori(25)
- Igor' Akinfeev, calciatore russo (Vidnoe, n. 1986)
- Igor' Bezdenežnych, calciatore russo (Ufa, n. 1996)
- Igor' Čislenko, calciatore sovietico (Mosca, n. 1939 - Mosca, † 1994)
- Igor' Denisov, ex calciatore russo (Leningrado, n. 1984)
- Igor' Diveev, calciatore russo (Ufa, n. 1999)
- Igor' Dudarev, ex calciatore russo (Sillamäe, n. 1993)
- Igor' Golban, calciatore russo (Soči, n. 1990)
- Igor' Gorbatenko, ex calciatore russo (Belgorod, n. 1989)
- Igor' Gorbunov, calciatore russo (Nikitino, n. 1994)
- Igor' Janovskij, ex calciatore russo (Vladikavkaz, n. 1974)
- Igor' Jurganov, calciatore russo (Rubcovsk, n. 1993)
- Igor' Kireev, calciatore russo (Železnogorsk, n. 1992)
- Igor' Konovalov, calciatore russo (Belorečensk, n. 1996)
- Igor' Lebedenko, ex calciatore russo (Mosca, n. 1983)
- Igor' Leščuk, calciatore russo (Mosca, n. 1996)
- Igor' Netto, calciatore e allenatore di calcio sovietico (Mosca, n. 1930 - Mosca, † 1999)
- Igor' Obuchov, calciatore russo (San Pietroburgo, n. 1996)
- Igor' Portnjagin, ex calciatore russo (Vladivostok, n. 1989)
- Igor' Pyvin, ex calciatore e allenatore di calcio russo (n. 1967)
- Igor' Rëmin, calciatore sovietico (Mosca, n. 1940 - Minsk, † 1991)
- Igor' Ševčenko, ex calciatore russo (Kujbyšev, n. 1985)
- Igor' Skljarov, ex calciatore sovietico (Taganrog, n. 1966)
- Igor' Smol'nikov, ex calciatore russo (Kamensk-Ural'skij, n. 1988)
- Igor' Şackïý, calciatore kazako (Karaganda, n. 1989)
- Igor' Školik, calciatore russo (Severodvinsk, n. 2001)

## Canottieri(1)
- Igor' Kravcov, ex canottiere russo (n. 1973)

## Cantanti(1)
- Egor Letov, cantante e chitarrista russo (Omsk, n. 1964 - Omsk, † 2008)

## Cestisti(4)
- Igor' Gračev, ex cestista e allenatore di pallacanestro russo (Alma-Ata, n. 1971)
- Igor' Kanygin, cestista russo (Krasnodar, n. 1994)
- Igor' Kudelin, ex cestista e allenatore di pallacanestro russo (Taganrog, n. 1972)
- Igor' Kurašov, ex cestista russo (Brjansk, n. 1972)

## Ciclisti su strada(2)
- Igor' Boev, ciclista su strada russo (Voronež, n. 1989)
- Igor' Čžan, ciclista su strada kazako (Taldıqorğan, n. 1999)

## Compositori(1)
- Igor' Fëdorovič Stravinskij, compositore e direttore d'orchestra russo (Lomonosov, n. 1882 - New York, † 1971)

## Coreografi(1)
- Igor' Aleksandrovič Moiseev, coreografo e ballerino sovietico (Kiev, n. 1906 - Mosca, † 2007)

## Cosmonauti(1)
- Igor' Petrovič Volk, cosmonauta sovietico (Zmiïv, n. 1937 - Plovdiv, † 2017)

## Danzatori(2)
- Igor' Gennad'evič Cvirko, danzatore russo (Odincovo, n. 1989)
- Igor' Zelenskij, ballerino russo (Labinsk, n. 1969)

## Fisici(2)
- Igor' Vasil'evič Kurčatov, fisico sovietico (Sim, n. 1903 - Mosca, † 1960)
- Igor' Evgen'evič Tamm, fisico russo (Vladivostok, n. 1895 - Mosca, † 1971)

## Fondisti(2)
- Igor' Badamšin, fondista russo (Lesnoj, n. 1966 - † 2014)
- Igor' Vorončichin, fondista sovietico (Mosca, n. 1938 - Mosca, † 2009)

## Generali(2)
- Igor' Konašenkov, generale e giornalista russo (Chișinău, n. 1966)
- Igor' Nikolaevič Rodionov, generale e politico russo (Kurakino, n. 1936 - Mosca, † 2014)

## Giocatori di beach volley(1)
- Igor' Kolodinskij, giocatore di beach volley e pallavolista russo (Magdeburgo, n. 1983)

## Giocatori di calcio a 5(1)
- Igor' Semënov, ex giocatore di calcio a 5 russo (n. 1960)

## Hockeisti su ghiaccio(7)
- Igor' Boldin, ex hockeista su ghiaccio russo (Mosca, n. 1964)
- Igor' Kravčuk, ex hockeista su ghiaccio russo (Ufa, n. 1966)
- Igor' Larionov, ex hockeista su ghiaccio sovietico (Voskresensk, n. 1960)
- Igor' Maslennikov, ex hockeista su ghiaccio russo (Togliatti, n. 1965)
- Igor' Romiševskij, hockeista su ghiaccio sovietico (n. 1940 - Mosca, † 2013)
- Igor' Stel'nov, hockeista su ghiaccio e allenatore di hockey su ghiaccio sovietico (Mosca, n. 1963 - Mosca, † 2009)
- Igor' Šestërkin, hockeista su ghiaccio russo (Mosca, n. 1995)

## Imprenditori(1)
- Igor' Putin, imprenditore e banchiere russo (Leningrado, n. 1953)

## Ingegneri(1)
- Igor' Michajlovič Makarov, ingegnere russo (Saratov, n. 1927 - Mosca, † 2013)

## Linguisti(1)
- Igor' Michajlovič D'jakonov, linguista e storico russo (Pietrogrado, n. 1915 - San Pietroburgo, † 1999)

## Lunghisti(1)
- Igor' Ter-Ovanesjan, ex lunghista sovietico (Kiev, n. 1938)

## Martellisti(1)
- Igor' Nikulin, martellista russo (Mosca, n. 1960 - San Pietroburgo, † 2021)

## Matematici(2)
- Igor' Ado, matematico sovietico (Kazan', n. 1910 - † 1983)
- Igor' Rostislavovič Šafarevič, matematico sovietico (Žytomyr, n. 1923 - Mosca, † 2017)

## Militari(3)
- Igor' Girkin, militare, agente segreto e terrorista russo (Mosca, n. 1970)
- Igor' Bezler, militare russo (Sinferopoli, n. 1965)
- Igor' Plotnickij, militare e politico ucraino (Kel'menci, n. 1964)

## Musicologi(1)
- Igor' Bėlza, musicologo e compositore sovietico (Kielce, n. 1904 - Mosca, † 1994)

## Nobili(1)
- Igor' Konstantinovič Romanov, nobile russo (San Pietroburgo, n. 1894 - Alapaevsk, † 1918)

## Nuotatori(3)
- Igor' Grivennikov, ex nuotatore sovietico (n. 1952)
- Igor' Lužkovskij, nuotatore sovietico (Leningrado, n. 1938 - San Pietroburgo, † 2000)
- Igor' Poljanskij, ex nuotatore sovietico (Novosibirsk, n. 1967)

## Pallanuotisti(2)
- Igor' Byčkov, pallanuotista bielorusso (n. 1994)
- Igor' Grabovskij, ex pallanuotista sovietico (n. 1941)

## Pallavolisti(2)
- Igor' Kobzar', pallavolista russo (Surgut, n. 1991)
- Igor' Runov, pallavolista sovietico (Mosca, n. 1963 - Mosca, † 2011)

## Pattinatori artistici su ghiaccio(3)
- Igor' Bobrin, ex pattinatore artistico su ghiaccio sovietico (Leningrado, n. 1953)
- Igor' Lisovskij, ex pattinatore artistico su ghiaccio sovietico (n. 1954)
- Igor' Paškevič, pattinatore artistico su ghiaccio russo (Mosca, n. 1971 - Palm Beach, † 2016)

## Pattinatori di velocità su ghiaccio(1)
- Igor' Malkov, ex pattinatore di velocità su ghiaccio sovietico (Pervoural'sk, n. 1964)

## Pentatleti(1)
- Igor' Novikov, pentatleta sovietico (Drezna, n. 1929 - San Pietroburgo, † 2007)

## Pistard(1)
- Igor' Celoval'nikov, pistard sovietico (Erevan, n. 1944 - Charkiv, † 1986)

## Pittori(2)
- Igor' Ėmmanuilovič Grabar', pittore, architetto e storico dell'arte russo (Budapest, n. 1871 - Mosca, † 1960)
- Igor' Vital'evič Savickij, pittore e archeologo sovietico (Kiev, n. 1915 - Mosca, † 1984)

## Poeti(2)
- Igor' Severjanin, poeta russo (San Pietroburgo, n. 1887 - Tallinn, † 1941)
- Igor' Višneveckij, poeta e scrittore russo (Rostov sul Don, n. 1964)

## Politici(4)
- Igor' Sergeevič Ivanov, politico russo (Mosca, n. 1945)
- Igor' Sečin, politico e imprenditore russo (Leningrado, n. 1960)
- Igor' Nikolaevič Smirnov, politico russo (Petropavlovsk-Kamčatskij, n. 1941)
- Igor' Šuvalov, politico russo (Bilibino, n. 1967)

## Politologi(1)
- Igor' Panarin, politologo russo (n. 1958)

## Principi(2)
- Igor' di Kiev, principe russo (n. 877 - Korosten', † 945)
- Igor' Svjatoslavič, principe russo (Novhorod-Sivers'kyj, n. 1151)

## Registi(11)
- Igor' Aronovič Gostev, regista sovietico (Mosca, n. 1925 - Mosca, † 1994)
- Igor' Maslennikov, regista sovietico (Nižnij Novgorod, n. 1931 - San Pietroburgo, † 2022)
- Igor' Nikolaev, regista sovietico (Mosca, n. 1924 - Mosca, † 2013)
- Igor' Andreevič Savčenko, regista cinematografico sovietico (Vinnycja, n. 1906 - Mosca, † 1950)
- Igor' Alekseevič Šešukov, regista sovietico (Ekaterinburg, n. 1942 - Klaipėda, † 1991)
- Igor' Talankin, regista e sceneggiatore russo (Bogorodsk, n. 1927 - Mosca, † 2010)
- Igor' Vladimirovič Usov, regista sovietico (Orël, n. 1928 - Leningrado, † 1990)
- Igor' Vološin, regista russo (Sebastopoli, n. 1974)
- Igor' Voznesenskij, regista sovietico (Mosca, n. 1948)
- Igor' Zajcev, regista sovietico (Chrustal'nyj, n. 1961)
- Igor' Vladimirovič Šatrov, regista sovietico (Kiev, n. 1918 - Mosca, † 1991)

## Scacchisti(6)
- Igor' Zacharovič Bondarevskij, scacchista sovietico (Rostov sul Don, n. 1913 - Pjatigorsk, † 1979)
- Igor' Glek, scacchista russo (Mosca, n. 1961)
- Igor' Kurnosov, scacchista russo (Čeljabinsk, n. 1985 - Čeljabinsk, † 2013)
- Igor' Lysyj, scacchista russo (Nižnij Tagil, n. 1987)
- Igor' Gennad'evič Naumkin, scacchista russo (Mosca, n. 1965 - Asti, † 2022)
- Igor' Arkad'evič Zajcev, scacchista russo (Ramenskoe, n. 1938)

## Schermidori(4)
- Igor' Gridnev, schermidore russo (n. 1985)
- Igor' Tichomirov, ex schermidore canadese (Mosca, n. 1963)
- Igor' Turčin, schermidore russo (Saratov, n. 1982)
- Igor' Valetov, ex schermidore sovietico (n. 1946)

## Slittinisti(1)
- Igor' Lobanov, ex slittinista russo (Mosca, n. 1969)

## Snowboarder(1)
- Igor' Sluev, snowboarder russo (n. 1999)

## Sollevatori(1)
- Igor' Nikitin, ex sollevatore sovietico (Komsomol'sk-na-Amure, n. 1952)

## Tastieristi(1)
- Igor' Chorošev, tastierista russo (Mosca, n. 1965)

## Tennisti(1)
- Igor' Kunicyn, ex tennista russo (Vladivostok, n. 1981)

## Triplisti(2)
- Igor' Lapšin, ex triplista bielorusso (Minsk, n. 1963)
- Igor' Spasovchodskij, ex triplista russo (Mosca, n. 1979)

## Tuffatori(2)
- Igor' Lukašin, tuffatore russo (Penza, n. 1979)
- Igor' Mjalin, tuffatore russo (n. 1996)

## Violinisti(2)
- Igor' Bezrodnyj, violinista, direttore d'orchestra e insegnante sovietico (Tbilisi, n. 1930 - Helsinki, † 1997)
- Igor' Davidovič Ojstrach, violinista sovietico (Odessa, n. 1931 - Mosca, † 2021)

## Senza attività specificata(3)
- Igor' Paŭlavič Kolb, ex ballerino e coreografo bielorusso (Pinsk, n. 1977)
- Igor' Sokolov, ex tiratore a segno russo (n. 1958)
- Igor' Švarc, ex pentatleta sovietico (Mosca, n. 1963)